# باول موريس (مخرج)
باول موريس (بالإنجليزية: Paul Morris)‏ هو مخرج أمريكي، ولد في القرن العشرين.